# Universal Orlando Resort

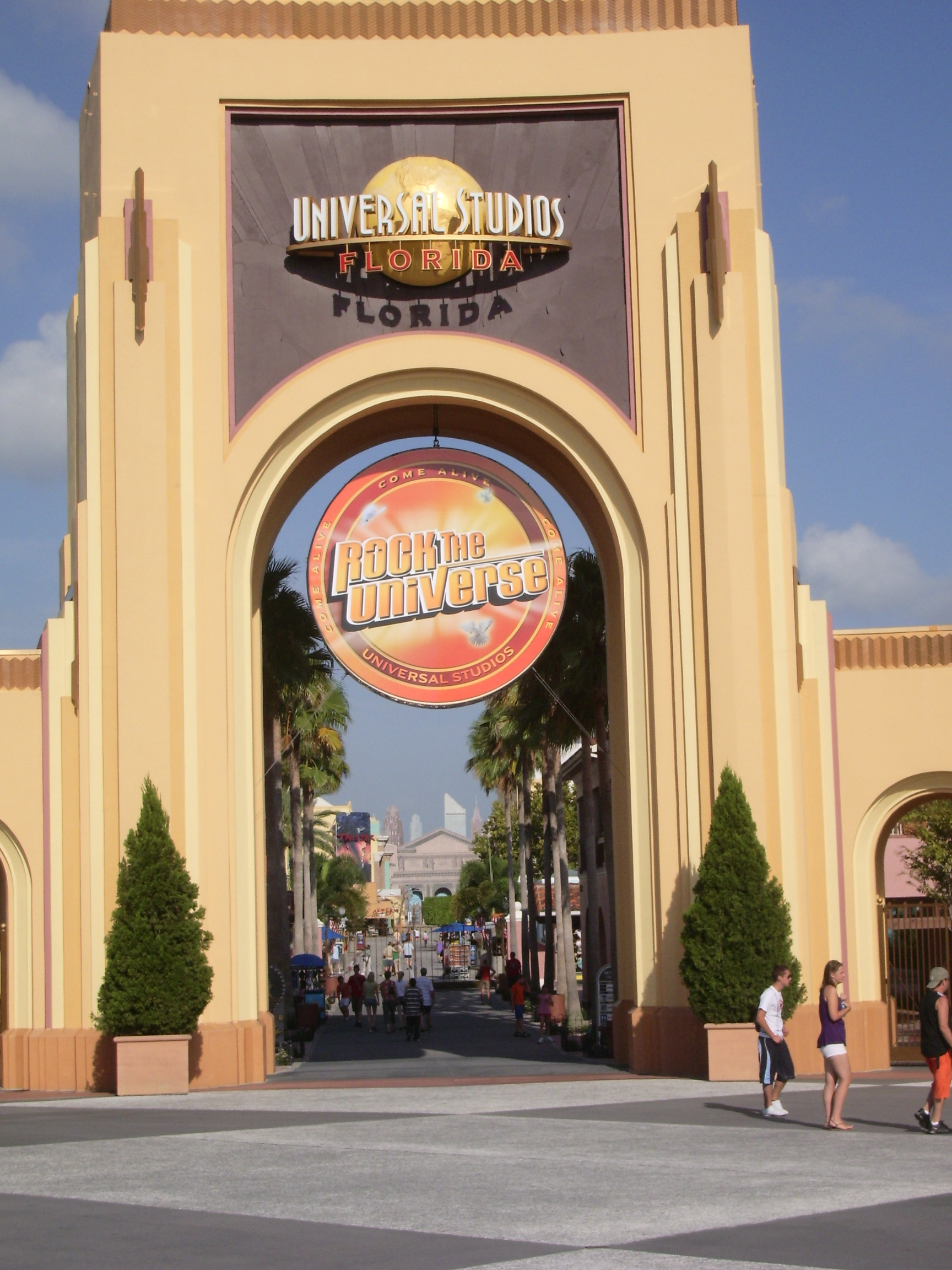
Vstup do parku Universal Orlando Resort

Universal Orlando Resort je rozsáhlý zábavní park na Floridě. Stavěl se asi 3 roky a pro veřejnost byl otevřen  roce 1990.
Je rozdělen na dvě části: Island of adventure a Universal Studio Florida. Každá z nich je dále rozdělena na 5 částí a každá z těchto 5 částí je rozdělena na menší části, kde se nacházejí atrakce. Nejznámější atrakce: Horské dráhy, Hrad Bradavice, Kolotoče, Obchody a Restaurace, 3D, 4D, 4 a půl D.